# The Clash
The Clash (рус. Клэш; МФА: [ðə klæʃ]) — британская музыкальная группа, образованная в 1976 году в Лондоне. The Clash являются одной из первых и наиболее известных групп — исполнителей панк-рока. Несмотря на большую популярность, которую коллектив обрёл на панк-сцене, он также экспериментировал с различными музыкальными стилями от регги до хип-хопа. Такая широта музыкального диапазона, политическая бескомпромиссность, полные энергии и провокаций концерты принесли The Clash нехарактерный для панка крупный успех у себя на родине (все альбомы группы попадали в верхнюю «двадцатку» хит-парада) и за рубежом.
Начав свою карьеру с выступлений в андеграундных лондонских клубах, группа добилась большого успеха на мировой рок-сцене, собирая на своих концертах целые стадионы зрителей и участвуя в крупнейших музыкальных фестивалях всего мира. Несмотря на такую популярность, The Clash до самого распада оставались верны панк-традициям и своим левым взглядам; музыканты требовали от промоутеров дешёвые билеты на концерты для поклонников, подолгу общаясь с ними после выступлений, и продавали двойной и тройной альбомы по цене одного, компенсируя убыток лейблу за собственный счёт.
В 2003 году The Clash были включены в американский Зал славы рок-н-ролла.

## История

### Создание группы и первые выступления (1976)

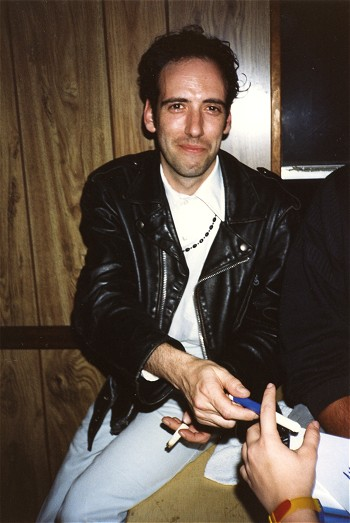
Основной автор песен The Clash лид-гитарист Мик Джонс

The Clash образовались в начале июня 1976 года в Лондоне в результате объединения участников двух групп, The 101ers и London SS: из первой пришёл вокалист и гитарист Джо Страммер, из второй — барабанщик Кит Левен, бас-гитарист Пол Симонон и гитарист Мик Джонс.
Джо Страммер к тому времени уже два года являлся вокалистом паб-рок-группы The 101’ers, игравшей примитивные рок-н-роллы 1950-х годов, и у которой уже был записан и готовился к выходу дебютный сингл. Однако целесообразность продолжения карьеры в рамках The 101’ers была поставлена под сомнение самим Страммером после потрясения, испытанного им от концертов Sex Pistols. 3 апреля 1976 года The 101’ers играли в лондонском пабе «Nashville Rooms», где Страммер впервые увидел Sex Pistols, о которых он до того только слышал. Джо Страммер вспоминал, что после увиденного им выступления Sex Pistols назвал свою группу The 101’ers «вчерашней газетой». Мик Джонс:
Помню, шоу Pistols внезапно сократили из-за возникшей драки, начавшейся на сцене, и это омрачило игру Джо, выступавшего после них, словно «старое» и «новое» встретились на одной сцене. Я знаю — для Джо это был «поворотный пункт». Он подумал: «Приходит новое, я это вижу и с этим ничего не поделать». И он решил: «Надо идти туда, где возникает новое».
Мик Джонс и Пол Симонон также присутствовали на тех концертах, будучи хорошо знакомыми с Sex Pistols, однако Страммера они не знали. Биограф Пэт Гилберт:
В музыкальном плане The 101’ers и Sex Pistols не так уж многое разделяло, но идеологически они были с «разных планет»; первые стремились к солидности и ретроспекции, вторые же были агрессивны, были нигилистами, элитистами, снобами, упивающимися негативностью…
Сценическая фигура Страммера, выходца из среднего класса и гораздо старшего первого поколения панков, стала претерпевать радикальные изменения.

Мик Джонс и Пол Симонон познакомились друг с другом в художественном колледже. У Джонса была своя группа London SS, в которой играли также Кит Левен и Билл Уотс. После неоднократного посещения их репетиций Симонон в начале 1976 года стал участником группы. Именно их коллектив решил курировать Берни Роудс, в то время помогавший Малькольму Макларену с его бутиком «Let It Rock», позднее переименованным в SEX, и репетициями его подопечных — группы Sex Pistols. У Роудса также была идея вырастить политически провокационную группу, и хотя музыка и песни писались самими музыкантами, идеологические лекции Роудса оказали на них большое влияние. После знакомства с творчеством The 101’ers во время их выступления в пабе «Nashville Rooms» 25 мая 1976 года Роудс предложил Страммеру присоединиться к группе Джонса, Симонона и Левена, которых Страммер лично ещё не знал. Симонон и Джонс утверждают, что впервые увидели Страммера в очереди за пособием по безработице, хотя писатель Крис Салевиз, автор книги о Джо Страммере «Redemption Song: The Ballad of Joe Strummer», утверждает, что они много раз видели его на концертах The 101’ers и Sex Pistols. Пристальные взгляды Мика и Пола заставили Джо, стоящего в очереди, заволноваться; он решил, что первые хотят избить его и подумывал бежать, так как не отличался в то время особой физической силой и даже имел прозвище «Weedy Woody» (с англ. — «слабачок Вуди»). После устроенной 1 июня встречи с участниками группы Страммер ответил согласием, несмотря на то, что с точки зрения музыкальной карьеры Страммер и его The 101’ers были впереди тех же Sex Pistols, у которых ещё не было сделано ни одной записи, даже демонстрационной. Поначалу Джо сомневался и решил погадать по знаменитой китайской Книге Перемен (кит. трад. 易經, упр. 易经, пиньинь Yì Jīng), которая выдала ему «оставайся с друзьями», вследствие чего он решил, что его друзья — The Clash.

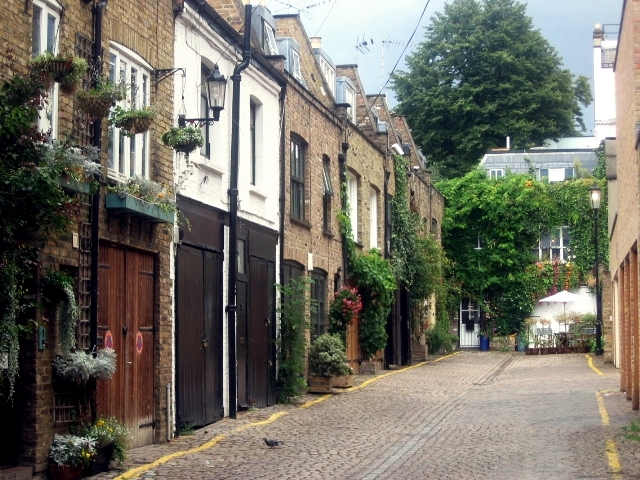
Типичная улица спального района Ноттинг-Хилл на западной окраине Лондона, в котором жили участники The Clash, и место, где произошли крупные массовые беспорядки с участием музыкантов

Начались интенсивные совместные репетиции. В середине июня к группе присоединился барабанщик Терри Чаймс, игравший некоторое время в London SS. Вскоре Симонон придумал название для коллектива, взяв его из газетного заголовка — «Clash» (с англ. — «столкновение»). Концертный дебют новой группы состоялся 4 июля 1976 года в Шеффилде на разогреве у Sex Pistols. Музыканты стремились этим выступлением опередить своих конкурентов — панк-группу The Damned, двое членов которой Брайен Джеймс и Рэт Скэбис вместе с Джонсом являлись участниками London SS. Последовали выступления по клубам Лондона и в провинции.
В начале сентября Левен покинул The Clash из-за сложившихся разногласий (вскоре он присоединится к The Flowers of Romance, а спустя два года вместе с бывшим вокалистом Sex Pistols Джоном Лайдоном создал постпанк-группу Public Image Ltd). Известно, что после выступления Pistols в клубе «Black Swan» Левен обратился к Лайдону (известному в то время под псевдонимом «Роттен») с предложением создать вместе с ним группу в случае распада Sex Pistols. 20 сентября The Clash выступили в лондонском клубе «100» в рамках двухдневной программы первого международного панк-фестиваля, где помимо них выступали Sex Pistols, The Buzzcocks, The Damned и Subway Sect и Siouxsie and the Banshees. В октябре и ноябре группа провела несколько выступлений на различных площадках Лондона.
В ноябре The Clash с продюсером Гаем Стивенсом впервые записались в профессиональной студии, — демозаписи предназначались для рассмотрения лейблу Polydor Records, однако группа была разочарована результатами работы Стивенса, и записи никуда не пошли. 29 ноября группу покинул барабанщик Терри Чаймс, который тем не менее в дальнейшем принимал участие в записи дебютного альбома The Clash. Чаймс на время концертов был заменён ударником Роб Харпером.
1 декабря The Clash с Sex Pistols и другими группами провели в разъездах по городам Англии в рамках турне «Анархия», однако большинство концертов были отменены организаторами вследствие национального скандала, вызванного употреблением нецензурной речи и оскорблений ведущего музыкантами Sex Pistols в телеинтервью. В итоге группа провела только семь концертов вместо двадцати четырёх запланированных. По словам Мика Джонса, их различие с Sex Pistols было в том, что в протестовой ярости песен Pistols присутствовал сильный мотив обличения, но в своих текстах они не предлагали слушателю надежду на светлое будущее.

### Дебютный альбом и первый успех (1977)

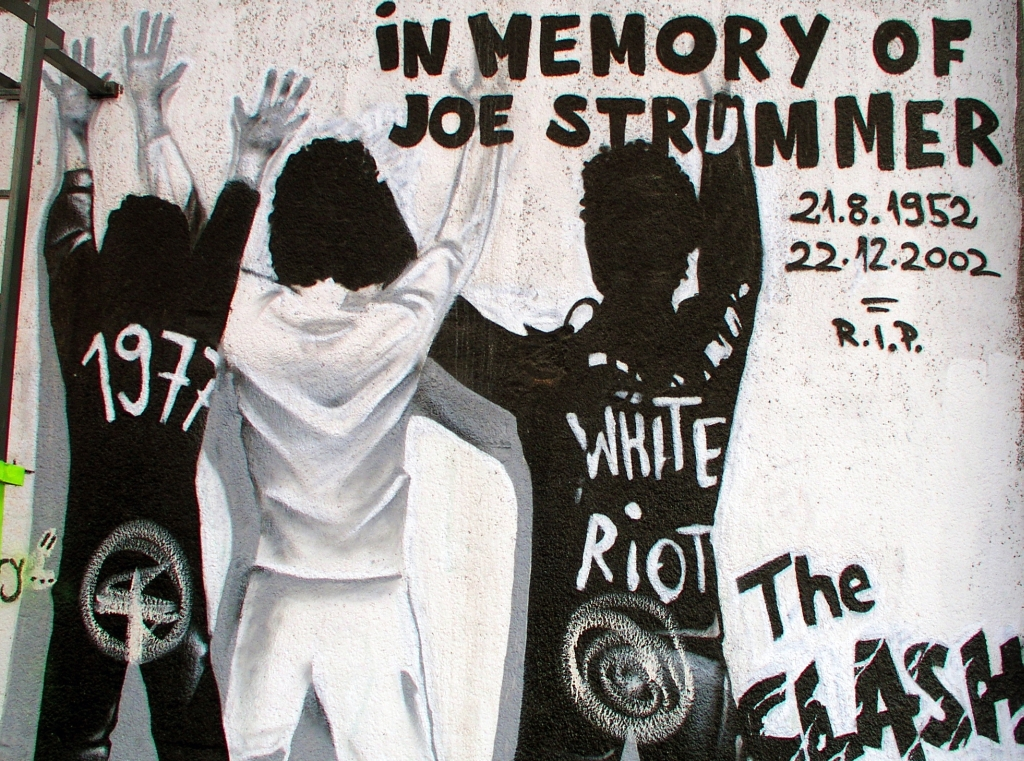
Граффити, изображающее обложку дебютного сингла The Clash «White Riot»

27 января 1977 года The Clash подписали контракт с CBS Records, одним из крупнейших международных лейблов, что вызвало противоречивую реакцию в среде тогдашнего панк-рока. 10 февраля на студии Whitfield Street группа начала запись своего первого альбома. Это была студия, где прото-панк-группа The Stooges в 1973 году записывала альбом Raw Power. К тому времени группа приняла очень важное для себя решение — не ограничивать себя роком, а играть также регги, музыку, ассоциировавшуюся в то время с негритянским протестом и в целом считавшуюся голосом третьего мира. Регги охотно слушали в среде первых панк-рокеров. В панк-клубе «Roxy» диджей и будущий режиссёр Дон Леттс проигрывал последние новинки ямайской музыки, специалистом по которой в The Clash считался бас-гитарист Пол Симонон, выросший в негритянском квартале и с юности приобщившийся к ска и регги.
11 марта присоединявшийся к группе на время совместной записи альбома барабанщик Тери Чаймс оставил коллектив. Ровно через неделю после этого 18 марта был выпущен первый сингл группы под названием «White Riot», ставший одной из самых узнаваемых композиций группы. Песня была написана под впечатлением от происшествий конца августа 1976 года. Тогда Симонон и Страммер приняли участие в массовых беспорядках в лондонском районе Ноттинг-Хилл, начавшихся после карнавала неподалёку от места жительства участников группы, вспыхнувших в ответ на жёсткие действия полиции против карибских эмигрантов; Пол бросал кирпичи в полицию, а Джо пытался поджечь перевёрнутый автомобиль. Оба также принимали участие в драке, после чего были арестованы за нанесение увечий. Джо Страммер:
Нас с ним [Полом Симононом] «взяли». У нас искали наркотики, кричали, что мы — бунтовщики, полиция брала на испуг, но нас не испугать.
Для саморекламы Страммер написал красными буквами на здании центрального радио и BBC надпись размером с человеческий рост «White Riot».
Дебютный альбом, названный просто The Clash и вышедший 8 апреля 1977 года, состоял из раннего «панк-арсенала» группы (песни «I’m So Bored With The USA», «Career Opportunities», «London’s Burning»). Альбом неожиданно заканчивался шестиминутной кавер-версий регги-хита Джуниора Марвина «Police and Thieves». Несмотря на то, что предварявший альбом дебютный сингл «White Riot» занял всего лишь 38-е место, альбом добрался до 12-й позиции в британском хит-параде — к большому удивлению лейбла и группы. В последующие годы синглы The Clash также мало пользовались коммерческим успехом, в то время как альбомы обязательно попадали в первую двадцатку британского хит-парада. За границей пластинка была распродана в количестве ста тысяч экземпляров, что на то время являлось абсолютным рекордом для импортного альбома. В Америке альбом был переиздан только через два года и отличался порядком звучавших на нём песен. 3 апреля были записаны ещё две песни, которые не вошли в альбом: «Capital Radio», которая основывалась на песне Мика Джонса «Deadly Serious», и инструментальная композиция «Listen».
В апреле 1977 года в группу пришёл новый барабанщик Топпер Хидон. В новом, уже «классическом», составе The Clash, выступив в Париже, отправились 1 мая в турне White Riot Tour в поддержку своего альбома. Концерты часто сопровождались насилием со стороны слушателей (драки, разгром мебели, битьё стёкол и тому подобный вандализм), подогреваемым самой группой. В турне также участвовали The Buzzcocks, Subway Sect и The Slits. 10 мая Страммер и Хидон заплатили штраф в пять фунтов за то, что в людном общественном месте рисовали огромный логотип своей группы с помощью пульверизатора, находясь в нетрезвом состоянии.
Летом The Clash задумали записать новый сингл с ямайским продюсером Ли Перри, работами которого восхищались. Перри, в то время живший, как и Боб Марли, в Лондоне, с интересом согласился продюсировать запись. Однако версия Перри оказалась слишком перегруженной технологией даба и не годилась для коммерческого сингла. Заново смикшированный, уже без участия Перри, сингл «Complete Control» вышел в конце сентября 1977 года и занял 28-е место. В то же время Марли, узнав от Перри о The Clash, написал песню «Reggae Punk Party», вышедшую на сингле «Jammin’».
В октябре The Clash отправились в турне поддержку сингла «Get out of Control» с концертами в Германии, Ирландии, Шотландии и северной Англии.

### Второй альбом:Give ’Em Enough Rope(1978)
Согласно договору с лейблом, подходило время выпускать новый альбом, однако у The Clash к началу нового года фактически не было нового материала. По предложению менеджера Джо Страммер и Мик Джонс отправились в январе на Ямайку, где, как планировалось, они должны были найти вдохновение для второго альбома. Однако на Ямайке музыканты никого не знали, обстановка на острове была неспокойная. Тем не менее музыканты, под впечатлением от музыки регги, позднее записали хит «(White Man) In Hammersmith Palais». По приезде с Ямайки выяснилось, что Страммер болен гепатитом и нуждается в срочном лечении, но компания CBS требовала от группы срочного выпуска качественных записей для продажи пластинки в американских странах. В связи с этим отношения между The Clash, менеджером и лейблом стали резко портиться. В то же время Пол Симонон, разочарованный тем, что его не взяли на Ямайку (а именно он считался знатоком регги в группе), отправился в СССР. Из Ленинграда он привёз советскую атрибутику, сыгравшую свою роль в имидже группы.
Музыканты принялись за работу над написанием песен для нового альбома, работа над которым заняла почти весь год. Продюсером был назначен нью-йоркец Сэнди Перлман, работавший с Blue Oyster Cult (в CBS Records надеялись, что альбом, записанный опытным продюсером-американцем, будет приемлем для американского рынка). Репетиции и записи в разных студиях заняли всю весну и лето. В августе Перлман с Джонсом и Страммером переехали в США, где в течение двух месяцев вносили последние правки в альбом. Параллельно на протяжении всего года эпизодически велись съёмки художественного фильма «Рудбой» с участниками The Clash в главной роли.

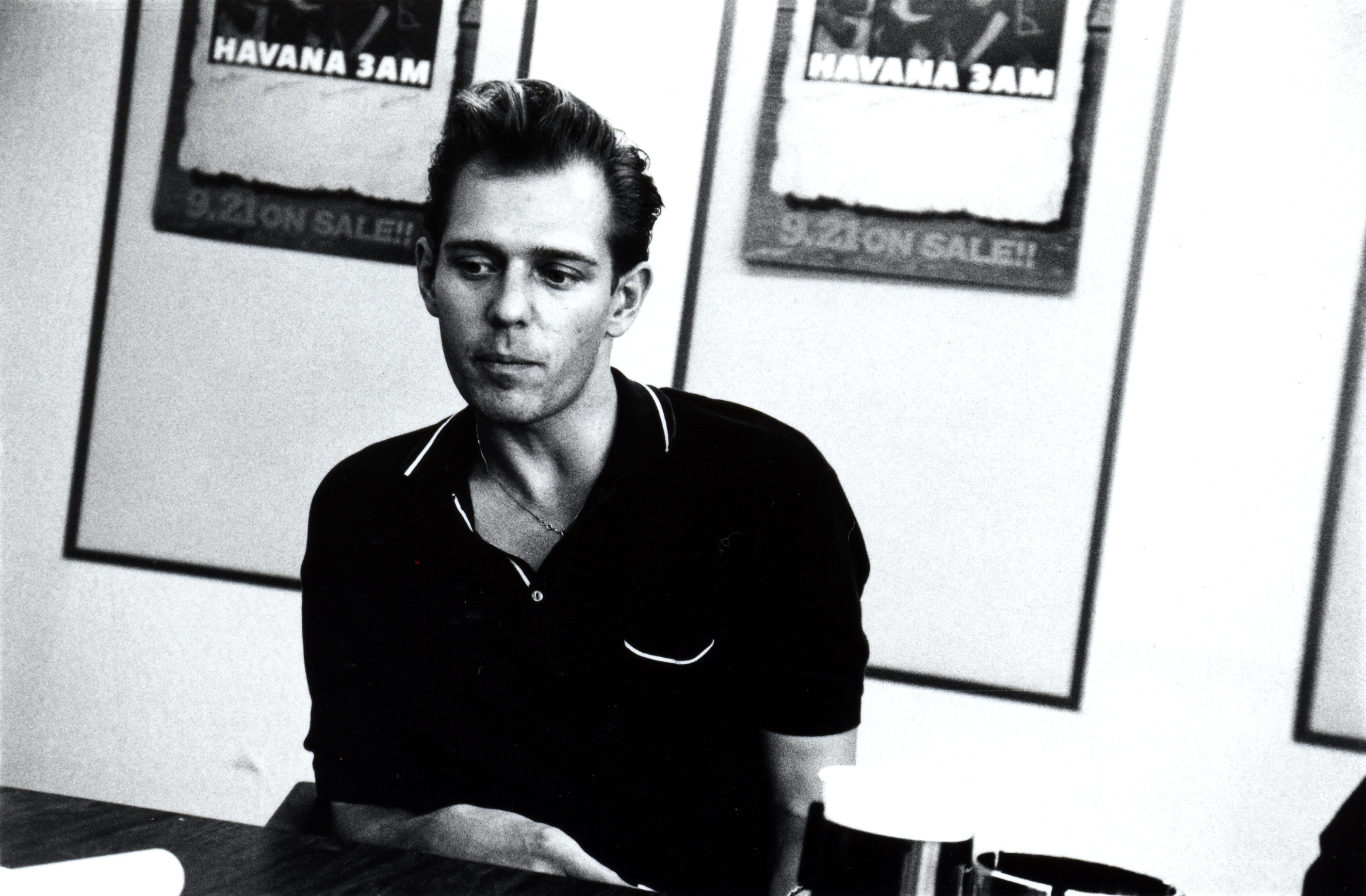
Один из арестованных во время стрельбы на крыше бас-гитарист Пол Симонон

Весной разразился скандал: 30 марта 1978 года двое участников группы, Пол Симонон и Топпер Хидон, вместе с друзьями были арестованы на крыше дома за нанесение ущерба частной собственности. Группа занималась отстрелом из пневматической винтовки летавших над крышей голубей ценных пород (сами музыканты не знали, что дорогостоящие голуби специально выводились местными рабочими). Из полицейского участка музыкантов перевели в тюрьму в Брикстоне, откуда их выпустили только под залог, данный подругой Симонона. Менеджер же группы медлил с выплатой залога, считая, что нахождение в тюрьме пойдёт музыкантам на пользу. По этому поводу позднее была выпущена песня «Guns on the Roof» (рус. «„Пушки“ на крыше»). Этот инцидент, а также накопившееся в группе раздражение неорганизованностью менеджмента, привели в итоге к увольнению Берни Роудса в качестве импресарио в октябре. Делами группы занялась секретарь Родса Кэролайн Кун.
30 апреля 1978 года The Clash с большим успехом выступили на лондонском фестивале «Рок против расизма», организованном Антинацистской лигой и собравшем около 80 тысяч человек (через год The Clash вновь выступили на фестивале). На концерте группа представила одну из своих новых песен — «Tommy Gun», которая в конце 1978 года выйдет на сингле и станет одним из хитов The Clash.
В середине июня 1978 года вышел сингл «(White Man) In Hammersmith Palais», в поддержку которого The Clash отправились в небольшое турне «Out on Parole». Концерты сопровождались невиданным ранее размахом насилия. Неожиданно под конец турне к The Clash присоединился Стив Джонс, гитарист распавшихся Sex Pistols, который стал выходить вместе в группой в номерах на бис. Коллективу было интересно с ним работать, они даже стали репетировать песню Pistols «Pretty Vacant», однако в то же время Мик Джонс чувствовал себя неудобно, подозревая, что его собираются Стивом Джонсом заменить — тем более что к тому времени между ним и другими участниками группы постоянно возникали трения.
Вернувшись в октябре в Лондон из Америки, где было завершено сведение альбома, The Clash стали планировать гастроли по США. 10 ноября 1978 года, наконец, вышел второй альбом The Clash — Give ’Em Enough Rope. Он достиг второго места в Великобритании, хотя критики нашли альбом слишком отшлифованным и перегруженным аранжировками. Последовало двухмесячное турне Sort It Out Tour по Британии, на котором группа представила свою кавер-версию «I Fought the Law» (песня вышла в составе мини-альбома Cost of Living в мае 1979 года).

### London Callingи успех в Америке (1979—1980)
30 января 1979 года The Clash отправились в Северную Америку в своё первое заокеанское турне, названное Pearl Harbour Tour. Гастроли, в которых участвовал ветеран ритм-энд-блюза Бо Дидли, идол юности участников группы, проходили с большим успехом в Калифорнии, Среднем Западе и Нью-Йорке.
В мае начались репетиции и запись нового альбома. Без постоянных лекций уволенного прошлой осенью менеджера Родса обстановка на репетициях стала более спокойной, располагающей к свободному творчеству. Каждый участник группы внёс большой вклад в написание песен. Бас-гитарист Пол Симонон написал свою первую песню «The Guns Of Brixton» в стиле даб, барабанщик Топпер Хидон, способный выстраивать ритмический рисунок в любом стиле, также впервые оказался полностью вовлечённым в процесс создания многих песен . Продюсировать записи The Clash, к неудовольствию лейбла, пригласили Гая Стивенса, дав тому второй шанс после неудачи с демозаписями группы в 1976 году. Анархические методы Стивенса, сумевшего ухватить электрическую атмосферу репетиций, принесли свои плоды.
После трёхмесячной работы над альбомом было решено сделать перерыв. 4 сентября The Clash отправились во второе американское турне, названное Take The Fifth Tour. Концерты по приглашению музыкантов вновь открывали Бо Дидли и другие блюзмены (например, Скримин Джей Хокинс). Лейбл группы был слабо заинтересован в раскрутке коллектива и финансировании гастролей, что вызывало постоянную нехватку денег. Положение усугублялось нежеланием самой группы взимать с посетителей концертов более трёх долларов за билет, при этом сами музыканты предпочитали жить в отелях высокого класса. В итоге, издержки оплачивала CBS Records, списывая весь убыток в долг группы. В США The Clash ожидал ещё больший успех, чем в предыдущий приезд. Помимо крупных мегаполисов (Чикаго, Даллас, Нью-Йорк и других), ансамбль, увлечённый мифологией Дикого Запада, спонтанно останавливался в мелких провинциальных городах Техаса, где давал концерты перед публикой, не привыкшей к выступлениям групп такого масштаба. В конце октября The Clash вернулись в Лондон, где продолжили работу в студии .
Третий альбом The Clash, названный по заглавной песне, — «London Calling» — вышел 14 декабря 1979 года и занял 9-е место. London Calling содержал 19 композиций и был выпущен на двух пластинках, продававшихся по настоянию группы по цене одной (из-за чего The Clash залезли в ещё большие долги перед лейблом). London Calling считается шедевром The Clash, а многими критиками ещё и одним из лучших альбомов в истории рок-музыки. Ансамбль показал, что способен играть не только простой рок, но и блюз, и ска, и фанк, — влияние негритянской музыки пропитывало весь альбом, который, таким образом, совершенно отличался от предыдущих двух альбомов группы, выполненных в прямолинейном жанре панк-рока. London Calling получил единодушное признание критики того времени. Заглавный сингл с альбома также явился самым коммерчески успешным в биографии группы — он занял 11-е место в британском чарте и на него был снят первый видеоклип The Clash. На оборотной стороне сингла была помещена кавер-версия в стиле регги «Armagideon Time».

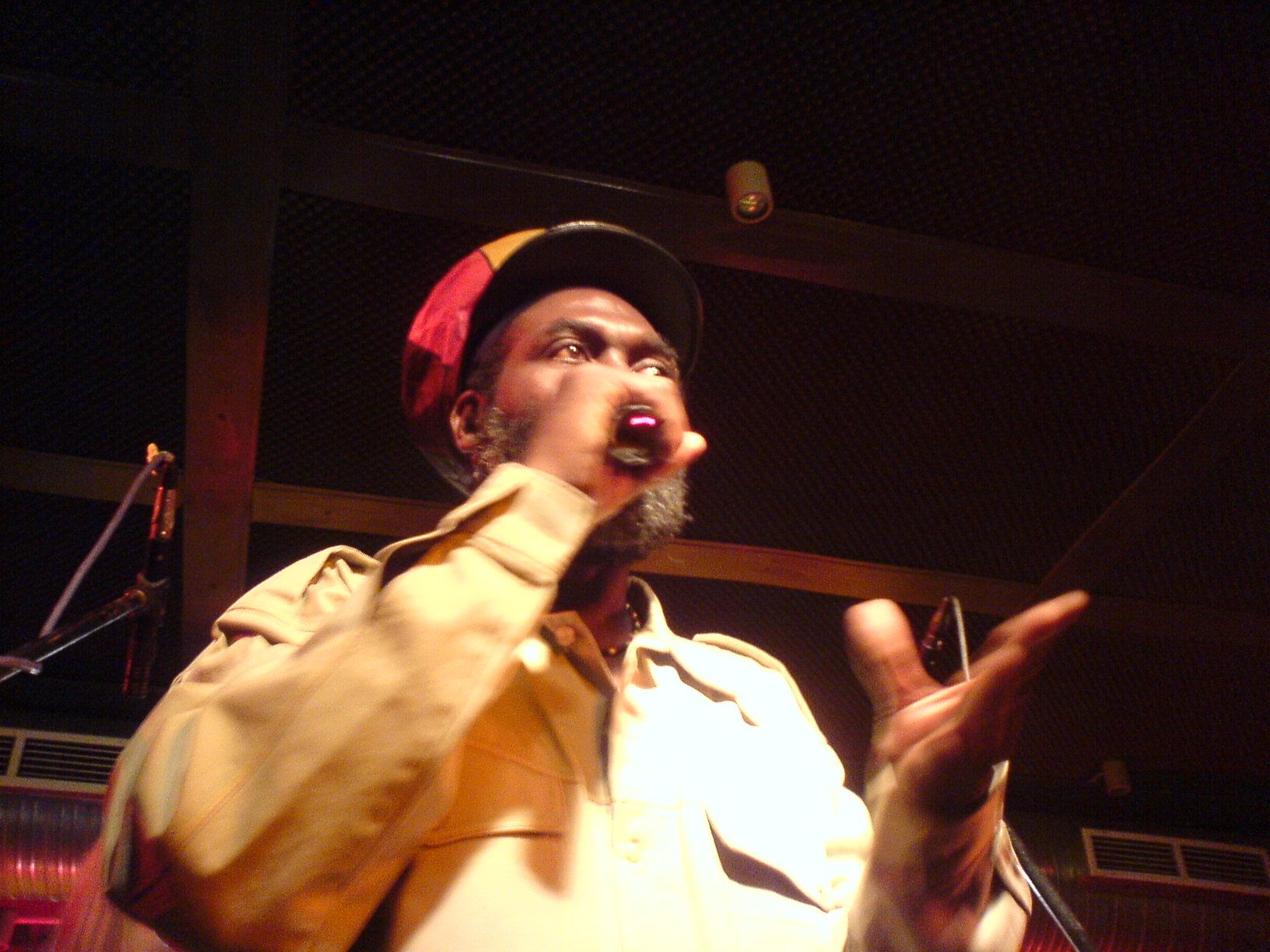
Майки Дред — Ямайский исполнитель регги, сотрудничавший с The Clash

Следом за выходом альбома The Clash отправились в начале январе 1980 года в длительное турне по Великобритании, озаглавленное Sixteen Tons Tour. Концерты открывал Майки Дред, 25-летний ямайский музыкант и диджей. Дред поначалу с недоверием отнёсся к предложению работать с белой панк-группой, о которой он ничего не знал, но после неоднократных приглашений, решил приехать в Лондон, желая попутно раскрутить свой новый альбом. Гастроли выявили наметившийся раскол среди британских поклонников The Clash: простым панкам были чужды музыкальные эксперименты группы, а диджейские сеты Майки Дреда вызывали откровенное раздражение. Тем не менее концерты проходили с аншлагом.
Майки Дред:
Это было пугающе. Вы видели, что ураган делает с островом на Карибах? Так вот также выглядели залы после выступлений The Clash.
Небольшие турне с Дредом также прошли по США в марте и Европе в мае. Во время гастролей по Британии, в начале февраля группа с Майки Дредом записала вдохновлённый музыкой ска сингл «Bankrobber», вышедший в августе 1980 года и ставший одной из самых успешных работ группы (12-е место в хит-параде). По окончании гастролей по Америке Дред пригласил The Clash в свою студию на Ямайке — в это время группа начинала работать над материалом для нового альбома, который было решено сделать в стиле даб. Однако на Ямайке музыканты пробыли недолго в силу местной специфики отношений между коренным негритянским населением и белыми иностранцами, тем более знаменитыми (от ансамбля стали требовать денег местные группировки и находиться на острове становилось всё более небезопасным).

### Sandinista!и триумф в Нью-Йорке (1980—1981)
В конце марта The Clash переехали в Нью-Йорк, где продолжили записи. К тому времени концепция альбома стала более размытой, и в итоге коллектив записывался хаотично, в разных студиях, с разными продюсерами и посторонними музыкантами, что отразилось на содержании: 36 композиций нового альбома, занявшего три пластинки, представляли собой коллекцию всевозможных жанров: от привычной для группы смеси из рока, рокабилли и регги до калипсо, госпел, би-бопа и рэпа; одна из сторон альбома была полностью сделана в стиле даб. Разнообразие альбому прибавляли и две песни, неосмысленно записанные малолетними детьми. Подчёркивая политичность песен, новый альбом назвали «Sandinista» — в честь Сандинистского фронта национального освобождения — социалистического движения, свергнувшего правую проамериканскую диктатуру в Никарагуа в результате Сандинистской революции 1979 года. Такое название отсылало к теме революционных движений и проблем стран «третьего мира».
Sandinista! вышел 12 декабря 1980 года и вызвал холодные отзывы критиков того времени. Большинство мнений сходилось в том, что из избранных песен на трёх пластинках альбома можно создать шедевр, но если брать работу целиком, она кажется хаотической, далёкой от панк-рока, с которым ассоциировались The Clash, и чуждой для тогдашней британской рок-культуры (действительно, музыканты были увлечены афроамериканской музыкой того времени). Как и в случае с двойным London Calling, тройной Sandinista! по настоянию группы, заботившейся о доступности альбома, продавался по цене одной пластинки: весь убыток возмещался отказом лейбла выплачивать музыкантам гонорар с первых двухсот тысяч экземпляров альбома. С альбома вышли три сингла, успеха добился только один: вышедший весной 1981 года «The Magnificent Seven». Эта песня, записанная годом ранее в нью-йоркской студии по соседству с сессиями группы Chic, явилась одним из самых ранних примеров белого рэпа. Отдавая себе отчёт в клубном потенциале песни, музыканты также сделали танцевальный ремикс (помещён на обратной стороне сингла), что было совершенно новым для рок-групп того времени. Сингл получил ротацию на одной из негритянских радиостанций Нью-Йорка, не знакомой с прочим творчеством The Clash.
На конец мая — начало июня 1981 года была запланирована серия концертов в нью-йоркском казино-клубе «Bond’s». Вернувшись из месячного турне по Европе, группа сразу же отправилась в Нью-Йорк. Билеты на все 8 выступлений (с 28 мая по 3 июня) были распроданы. Как и в свои прошлые приезды в Америку, The Clash пригласили тех музыкантов, которые им были интересны; только теперь, в отличие от ориентации на старый ритм-энд-блюз, группа собрала пионеров хип-хопа. Первые концерты открывали Grandmaster Flash с Furious Five, затем к ним присоединились The Sugarhill Gang и The Treacherous Three. Кроме того, концерты открывали и исполнители других жанров: даб представляли Майки Дред и Ли Перри, панк-рок — The Dead Kennedys, The Bloods и The Fall. Выступления рэперов вызывали раздражение в части публики, однако, как замечает Дон Летс, снимавший эти концерты на киноплёнку, «Благодаря приглашению Grandmaster Flash в „Bond’s“ белой Америке было представлено то, что она вряд ли бы услышала где бы то ни было в то время». Выступления самих The Clash продолжались на протяжении двух часов, в течение которых они исполняли более 25 песен, в основном с London Calling и Sandinista!, заканчивая песней «I’m So Bored With USA».

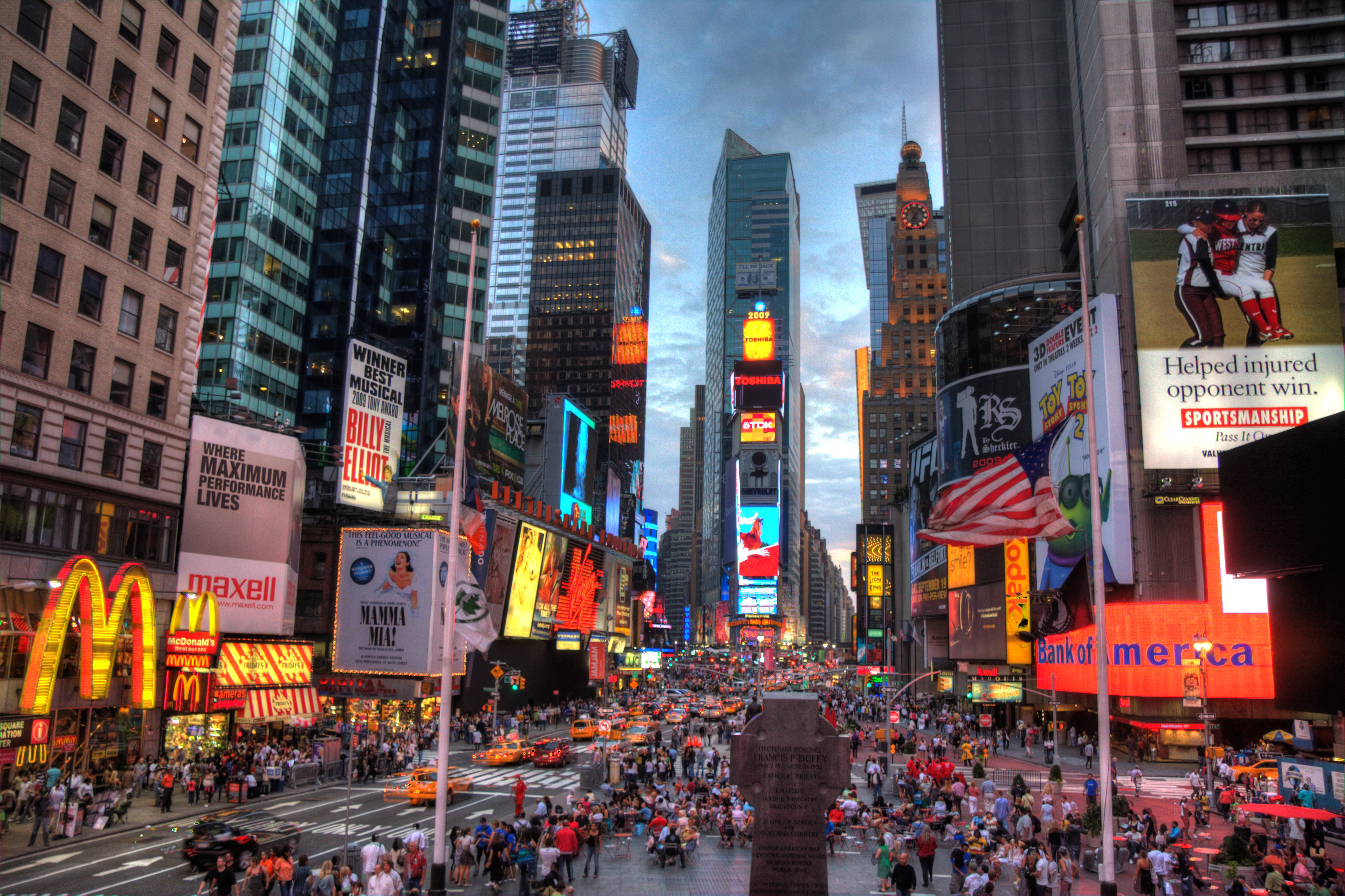
Известная американская площадь Таймс-сквер, которая была оцеплена полицией после скопления фанатов The Clash, недовольных отменой концертов из-за превышения допустимого количества зрителей

После первого выступления в клубе 28 мая, в помещение вошли пожарные инспекторы, объявившие о превышении допустимого количества зрителей, и в целях безопасности вынудили сократить число посетителей. В результате, многим, купившим билеты, было отказано в пропуске в клуб. Через день нью-йоркский департамент по градостроению приказал закрыть клуб по причине «пожароопасности». На Таймс-сквер, где находилось казино, стали собираться толпы фанатов, недовольных отменой концертов. Площадь была оцеплена полицией, инцидент быстро стал новостью национальных телеканалов и радиостанций: о The Clash узнала вся страна. В итоге, стороны договорились, что количество посетителей в клубе будет сокращено, а чтобы каждый, купивший билет, смог попасть на выступление, группа даст семнадцать концертов вместо запланированных восьми. Позже музыканты узнали, что явились жертвами междоусобных войн нью-йоркских клубов того времени.
Для дополнительных концертов The Clash пригласили мастера граффити Futura 2000, который во время выступления группы разрисовывал декорации за спиной музыкантов баллончиками с краской. На сцене также выступали представитель бит-поколения поэт Аллен Гинзберг с чтением своей поэмы, и секретарь Фронта национального освобождения имени Фарабундо Марти — левого революционного движения из Сальвадора, — исполнивший часть текста одной из песен The Clash. Именно эти выступления превратили The Clash в США из неприметной альтернативной группы в рок-звёзд.

### Combat Rockи уход Топпера Хидона (1981—1982)
В конце июня 1981 года The Clash вернулись в Лондон, где под впечатлением от Нью-Йорка стали работать над новым материалом. В сентябре-октябре по Европе и в Лондоне прошли концерты в рамках турне «Radio Clash», после чего музыканты вновь отправились в Нью-Йорк записывать новый альбом. Продюсером записей выступил Мик Джонс, однако его видение альбома вызвало разногласия внутри группы. Кризис был разрешён приглашением продюсера Глина Джонса, ветерана рок-индустрии, который заново свёл дорожки и сократил объём записанного материала, которого изначально хватало на двойной альбом, — не в последнюю очередь из-за претензий к тройному Sandinista!. Песни нового альбома были вдохновлены нью-йоркской клубной сценой и антимилитаристскими настроениями группы, усиленными образами фильма «Апокалипсис сегодня». Решив сделать перерыв, The Clash отправились 27 января 1982 года в 6-недельное турне по Востоку: выступления с успехом прошли в Японии, Австралии, Новой Зеландии, Гонконге и Таиланде. После возвращения в Лондон группа с Глином Джонсом продолжила работу над альбомом.
Пятый студийный альбом Combat Rock вышел 14 мая 1982 года и занял 2-е место. Это последний студийный альбом, записанный ансамблем в своём классическом составе (Страммер, Джонс, Симонон, Хидон) и потому многими, в том числе самими музыкантами, считается финальным в творчестве The Clash. Композиции Combat Rock, в отличие от предыдущего альбома The Clash, были не прямыми пастишами на разные стили вроде рэпа и рокабилли, а сложными оригинальными гибридами, сочетающими в себе одновременно фанк, даб и прочие стили. Первым примером такой работы был сингл «This Is Radio Clash», вышедший в ноябре 1981 года. К жанру традиционного панк-рока можно отнести лишь открывающую альбом «Know You Rights». Альбомные синглы «Should I Stay Or Should I Go?» и «Rock The Casbah» (написан Топпером Хидоном) стали одними из самых узнаваемых песен The Clash.
Перед самым выходом альбома произошло нечто неожиданное: 1 мая СМИ стало известно, что фронтмен группы Джо Страммер исчез, и его местонахождение неизвестно. 26 апреля из-за этого уже был отменён концерт в Абердине. Ни группа, ни менеджер не знали, куда пропал Страммер. Под угрозой оказывались июньские гастроли по Америке. Наконец, Страммера обнаружили в Париже. 18 мая он вернулся в Лондон. Через два дня The Clash выступили на рок-фестивале в Лохеме, Голландия. Этот концерт оказался решающим в судьбе барабанщика Топпера Хидона: будучи к тому времени тяжело зависимым наркоманом, Хидон без стеснения перед коллегами употребил большую дозу кокаина — тогда как внутри группы существовал принцип категорически не принимать наркотики во время работы. Тогда же организаторам фестиваля и самим музыкантам бросилось в глаза совершенно неадекватное поведение Хидона. Проблемы с Хидоном были и раньше, но данный инцидент оказался последней каплей. Группа с неохотой вынуждена была уволить своего ударника: ансамбль стал крупной машиной шоу-бизнеса и не мог позволить себе рисковать неопределённостью, даже несмотря на то, что Топпер Хидон к тому времени был полноправным участником коллективного творчества. После изгнания Хидон впал в ещё большую наркотическую зависимость и вскоре забросил музыку. Лишь к концу 1990-х годов музыкант нашёл в себе силы изменить свой образ жизни..
Группе срочно требовался ударник, и в короткие сроки (29 мая открывались гастроли по США) найти его было проблематично. В результате The Clash позвали обратно своего первого барабанщика Терри Чаймса, который был хорошо знаком с ранним материалом группы, составившим, таким образом, основу репертуара гастролей, прошедших в 23 городах Америки. Музыканты сменили сценический имидж и выходили играть наголо бритыми в тропической камуфляжной форме коммандос в стиле Рэмбо. Осенью The Clash приняли приглашение The Who участвовать в их прощальном турне по Америке, начавшемся 25 сентября. В этот раз концерты проходили на стадионах, вмещающих десятки тысяч человек. Такая перспектива перевесила беспокойство относительно отсутствия так ценимого группой близкого контакта с аудиторией и плохой слышимости. Венцом гастролей стали выступления 12 и 13 октября на нью-йоркском стадионе Шиа, на котором в своё время играли The Beatles. Неожиданно для себя The Clash оказались перед альтернативой: продолжить восхождение наверх и стать настоящим рок-монстром и для этого писать для более широкой аудитории, записывать хиты и коммерчески успешные альбомы, или же оставаться культовой альтернативной группой. Однако делать выбор уставшие друг от друга музыканты не стали и после выступления на Ямайском международном фестивале в ноябре сделали перерыв, затянувшийся на полгода. Терри Чаймс, никогда не принимавший эстетику группы, вновь покинул The Clash.

### Смена состава, крупная неудача и распад (1983—85)
Апатию, царившую внутри коллектива в это время, пробило приглашение возглавить 28 мая 1983 года рок-фестиваль US в Лос-Анджелесе (в списке участников также были A Flock of Seagulls, The Stray Cats, Men at Work): гонорар составлял полмиллиона долларов. The Clash согласились выступить на фестивале, перед тем организовав мини-турне по США. Для гастролей группа вновь была вынуждена искать барабанщика. Им стал Пит Говард, набранный по результатам многочисленных прослушиваний.
Лето 1983 года было проведено в вялых репетициях нового материала. Музыканты практически не общались друг с другом. Мик Джонс являлся в студию позже всех, иногда вообще не приходил, что вызывало раздражение у коллег. Существовала также проблема определения дальнейшего музыкального направления, усугублявшая напряжение между участниками ансамбля, особенно между Миком Джонсом и Джо Страммером. Наконец, в один из первых сентябрьских дней, конфликт был разрешён: Мику Джонсу, пришедшему на репетицию, было, к его шоку, сказано покинуть группу. Это момент остаётся самым тёмным и необъяснимым в истории группы. Мик Джонс был автором музыки большинства песен, и его уход многими воспринимался как конец The Clash. Оставшиеся в группе Джо Страммер и Пол Симонон решили доказать обратное и на место Джонса набрали двух гитаристов: Ника Шеппарда и Винса Уайта. Мик Джонс тем временем собрал с Доном Леттсом группу Big Audio Dynamite.
В новом составе The Clash возобновили концертную деятельность. В январе 1984 года прошли гастроли по США, в марте — по Британии; в общей сложности, в том году группа дала более 80 концертов в рамках турне Out Of Control. В начале 1985 года CBS довело до сведения ансамбля, что от него ожидают новый альбом, — по весьма противоречивому контракту The Clash были должны лейблу ещё восемь альбомов. Запись нового альбома проходила в Мюнхене. Неожиданно для всех менеджер Берни Родс стал проявлять интерес к собственно музыкальному процессу коллектива и принял участие в написании новых песен и аранжировок. Согласно его концепции, альбом должен был звучать современно — как идеологически, так и музыкально. Благодаря ему были задействованы компьютеры, так что ударник Говард обнаружил себя просто ненужным на сессиях и почти не принимал участия в записи.
По окончании работы над альбомом The Clash в мае 1985 года отправились в необычное турне по Британии: музыканты, вооружённые лишь акустическими гитарами, в течение двух с половиной недель выступали на улицах и в подземных переходах провинциальных городов, зарабатывая и тратя только то, что бросали в их шляпы. Летом группа дала лишь три концерта в рамках различных европейских рок-фестивалей (в Дании, Франции и Греции). Выступление на «Греческом музыкальном фестивале» 27 августа оказалось последним в биографии The Clash.
Тем временем Берни Родс в Лондоне сводил альбом, названный им Cut the Crap. Результат его работы стал известен 4 ноября 1985 года, когда альбом появился на прилавках магазинов. Пластинка заняла 16-е место в британском хит-параде, из которого быстро исчезла, и подверглась разгромной критике в прессе. Альбом привёл в ужас и самих музыкантов, особенно Джо Страммера: певец и соавтор всех композиций альбома чувствовал себя преданным работой Берни Родса, перегрузившего пластинку драм-машинами и неуклюжими синтезаторными эффектами. Впоследствии Cut the Crap был полностью вычеркнут из биографии The Clash: песни с него не включались в компиляции, о нём ни слова не упоминалось в биографическом фильме Westway To The World, сделанным в тесном сотрудничестве с бывшими музыкантами группы. Провал этого альбома определил и судьбу группы: к тому времени для Страммера стало ясно, что изгнание Хидона и тем более Джонса были роковыми ошибками, равно как и допуск Родса к творчеству группы. Собрав всех членов группы в доме Пола Симонона, Джо объявил им, что с этого момента коллектив прекращает своё существование. На следующий день они вновь встретились в одном из баров в квартале Сохо, где Страммер вручил каждому по тысяче фунтов и молча ушёл. О распаде группы было официально объявлено в прессе 23 ноября 1985 года в журнале New Musical Express. Позже Страммер описал конец группы: «К тому моменту, когда Clash развалилась, мы все очень устали. Последние пять лет выдались очень напряжёнными. Во-вторых, я чувствовал, что у нас кончился бензин. И в-третьих, я хотел просто на время замолчать, предоставив кому-то другому заняться этим делом.» 
Казалось, что The Clash были «похоронены», однако Берни Родс с Полом Симононом тут же начали набирать музыкантов в новый состав The Clash — впоследствии коллектив был назван Havana 3am, дабы избежать юридических претензий со стороны бывших участников The Clash. Выпустив альбом и приняв участие в разных проектах, Симонон к началу 1990-х годов совершенно отошёл от музыки, посвятив себя живописи, которой он занимался с юности, и стал успешным художником. Вернулся в мир музыки Симонон лишь в 2006 году, объединившись с Дэймоном Элборном из Blur и Саймоном Тонгом из The Verve и записав совместно с ними альбом The Good, the Bad & the Queen.
Сольная карьера более удачно сложилась у Джо Страммера и выгнанного ранее Мика Джонса: Джонс к тому времени уже выпускал альбомы в рамках Bad Audio Dynamite, а в конце 1990-х годов сосредоточился на продюсерской работе. Страммер в конце 1980-х годов выпустил свой сольный альбом. В 1991—1992 годах он гастролировал вместе с The Pogues, замещая их певца. В конце 1990-х годов, после многолетнего перерыва, Страммер вошёл в группу The Mescaleros и неустанно ездил с концертами. Все надежды на воссоединение The Clash были развеяны известием о смерти Страммера 22 декабря 2002 года.

## Политика
С течением времени песни группы всё более политизировались и охватили широкий диапазон тем: от расовой дискриминации и отчуждения в Британии до проблем стран «третьего мира» и осуждения военных операций США по всему земному шару. Отмечалось, что тексты песен The Clash можно рассматривать как краткие поэтические заметки из политической газеты.
Политические симпатии группы однозначно склонялись к леворадикальным, коммунистическим и социалистическим движениям, вынужденным бороться за своё существование и воплощавшим таким образом пример революционного действия. В своих текстах она обличала капитализм, монархию и «холодную войну». По словам Кэролайн Кун, «это были те жёсткие, милитаристские песни, которые были так нужны нам, пока страна погружалась в тэтчеризм». В ответ на усиление неофашистского Британского национального фронта The Clash оказали поддержку организованной троцкистской Социалистической рабочей партией Антинацистской лиге. Группа была хедлайнером двух концертов «Рок против расизма», организованных Лигой. Известно, также, что перед выступлением на первом международном панк-фестивале в клубе «100» в 1976 году начинающая, в то время, группа Siouxsie & the Banshees попросила у The Clash ударную установку и гитары на время своего выхода, но после того, как музыканты увидели, как их вокалистка Сьюзи Сью надевает себе на руку повязку с изображением свастики, они тут же отказали её группе в аппаратуре. Берни Роудс сказал по этому поводу:
Мне кажется, она не совсем понимает, что делает. Мы не хотим иметь ничего общего с этим дерьмом.
В интервью 1976 года, в самом начале карьеры The Clash, Джо Страммер определил кредо ансамбля следующим образом:
Я думаю, что люди должны знать, что мы — против фашизма, мы — против насилия, мы — против расизма и мы — за творчество. Мы — против невежества.
Такая позиция также предполагала и музыкальную открытость: помимо рока, музыканты увлекались регги, ска, старинным блюзом и фанком и не стеснялись, в отличие от других панк-групп, инкорпорировать элементы этих жанров в свой материал, постоянно находясь в поиске нового звучания. The Clash стали первой белой группой, игравшей регги на равных правах с роком.

## Стиль, влияние, критика
Несмотря на то, что The Clash на протяжении своей карьеры экспериментировали с различными музыкальными стилями (даже попробовали себя в абсолютно чуждых панку хип-хопе и регги), они навсегда закрепили за собой репутацию одной из самых известных и значимых панк-рок-групп в истории музыки. Это главным образом было связано с тем, что The Clash, являясь, наряду с Sex Pistols и Damned, одними из первых и ведущих английских панк-коллективов, сделали прорыв в истории рок-музыки, воодушевив своей музыкой огромное количество молодых людей. Несмотря на то, что в жанре прямолинейного панк-рока было выпущено всего два их альбома, The Clash, наряду с Sex Pistols, считаются квинтэссенцией раннего панк-рока. Как и в случае с Pistols, у The Clash тоже был свой ментор, на раннем этапе катализировавший их энергию в голос разочарованного и яростного поколения.
Будучи коммерчески весьма успешной группой, The Clash оставались, насколько можно, верными эстетике панка. Музыканты ценили близкий контакт со своей аудиторией: коллектив предпочитал играть в небольших залах, требовал от промоутеров дешёвые билеты для зрителей (например, в США не выше 3 долларов); после выступлений музыканты обычно подолгу и охотно общались за кулисами с поклонниками. Что касается пластинок, то группа старалась регулярно выпускать эксклюзивные синглы, не дублирующие песни с альбомов; двойной и тройной альбомы по настоянию группы продавались по цене одной пластинки. Музыкальный критик и журналист Чарльз Шаар Мюррей, отмечал:
Сменив множество музыкальных направлений The Clash до самого распада оставались преданными субкультуре панка, не поддаваясь на заманчивые предложения и большие деньги. Они сумели доказать всему миру, что те, в ком есть подлинный дух панка, — его никогда не теряют.
The Clash оказали существенное влияние на большое количество самых известных панк-коллективов, в числе которых такие группы, как Rancid, Anti-Flag, Bad Religion, NOFX, Green Day, Rise Against и многие другие .
В западной музыкальной индустрии по отношению к The Clash можно встретить часто используемый эпитет «единственной группы, которая имеет значение» (англ. «the only band that mattered»), впервые использованный в 1981 году, во время серии концертов в нью-йоркском клубе «Bond’s».
Согласно результатом опроса в 2011 году, проходившего на сайте журнала Rolling Stone, группа заняла второе место списка «10 величайших панк-групп всех времён», уступая лишь коллективу Green Day. Однако, редакторы журнала утверждают, что на победу последних повлиял тот факт, что ссылка на страницу голосования была размещена на их официальном сайте и на фан-сайте Green Day Authority.
В 2003 году The Clash были включены в американский Зал и музей славы рок-н-ролла.

## Состав
|                                                                                                   |  |  |  |
| Классический состав The Clash. Слева направо: Джо Страммер, Пол Симонон, Мик Джонс и Топпер Хидон |  |  |  |

| - Джо Страммер — ведущий и бэк-вокал, ритм-гитара (1976—1986; умер в 2002) - Мик Джонс — соло-гитара, клавишные, ведущий и бэк-вокал (1976—1983) - Пол Симонон — бас-гитара, бэк и ведущий вокал (1976—1986) - Топпер Хидон — ударные, перкуссия, иногда фортепиано, бэк и ведущий вокал (1977—1982) | - Терри Чаймс — ударные (1976, 1977, 1982—1983) - Роб Харпер — ударные (1976—1977) - Кит Левен — соло и ритм-гитара (1976) - Пит Говард — ударные (1983—1986) - Ник Шеппард — соло и ритм-гитара, бэк и ведущий вокал (1983—1986) - Винс Уайт — ритм и соло-гитара (1983—1986) |

## Дискография
Студийные альбомы
- The Clash (1977)
- Give ’Em Enough Rope (1978)
- London Calling (1979)
- Sandinista! (1980)
- Combat Rock (1982)
- Cut the Crap (1985)

## Фильмография
В данном списке указаны художественные и документальные фильмы о группе The Clash, концертные DVD и сборники клипов.
| Год выхода | Русское название                        | Оригинальное название                   | Примечания | Режиссёр                 |
| ---------- | --------------------------------------- | --------------------------------------- | --- | ------------------------ |
| 1980       | Руд Бой                                 | Rude Boy                                | Художественный фильм о расцвете субкультуры руд-боев с участием музыкантов The Clash и бывшего актёра Рэя Ганжа в главных ролях. | Джек Хазан, Дэвид Мингей |
| 1983       | Hell W10                                | Hell W10                                | Художественный чёрно-белый немой короткометражный фильм. Кадры включены в DVD The Essential Clash. | Джо Страммер             |
| 2000       | The Clash: Westway to the World         | The Clash: Westway to the World         | Документальный биографический фильм о The Clash. Награждён премией «Грэмми». | Дон Леттс                |
| 2003       | The Essential Clash                     | The Essential Clash                     | Сборник официальных и концертных видеоклипов. DVD содержит интервью с группой. |                          |
| 2006       | The Clash: Up Close and Personal        | The Clash: Up Close and Personal        | Документальный биографический фильм о The Clash. |                          |
| 2007       | Джо Страммер: Будущее — как чистый лист | Joe Strummer: The Future Is Unwritten   | Документальный фильм о жизни и карьере Джо Страммера. | Джульен Темпл            |
| 2008       | The Clash Live: Revolution Rock         | The Clash Live: Revolution Rock         | Документальный фильм, содержащий хроники живых выступлений и редкие архивные кадры. | Дон Леттс                |
| 2012       | The Rise and Fall of The Clash          | The Rise and Fall of The Clash          | Документальный биографический фильм о самых успешных концертах The Clash. | Дэнни Гарсия             |
| 2013       | The Clash: Audio Ammunition Documentary | The Clash: Audio Ammunition Documentary | Пятисерийный документальный биографический фильм о The Clash производства компании Google. |                          |
| 2016       | Лондон-Таун                             | London Town                             | Художественный фильм о событиях 1978 года. Живущий на окраине Лондона тинейджер, отправляется в центр бурлящего мегаполиса. Там он должен отыскать свою мать, с которой не виделся долгие годы. Совершить опасное приключение его побуждает присланная матерью кассета с песней The Clash «White Riot». Позднее он встречает фронтмена группы Джо Страммера. | Деррик Борте             |

## Турне
Ниже приведены даты туров группы за всё время её существования.

| - Декабрь 1976 — Турне «Анархия» (Англия, совместно с Sex Pistols) - Май 1977 — White Riot Tour (Англия) - Октябрь-декабрь 1977 — Get out of Control Tour (Великобритания) - Июнь-июль 1978 — On Parole Tour (Великобритания) - Октябрь-декабрь 1978 — Sort it out Tour (Великобритания, Европа) - Январь-Февраль 1979 — Pearl Harbour Tour (США, Канада) - Сентябрь-октябрь 1979 — Take the Fifth Tour (США, Канада) | - Январь-июнь 1980 — 16 Tons Tour (Великобритания, США, Европа) - Апрель-май 1981 — Impossible Mission Tour (Европа) - Октябрь 1981 — Radio Clash (Великобритания) - Январь-февраль 1982 — Far East Tour (Япония, Новая Зеландия, Австралия, Китай) - Май-август 1982 — Casbah Club Tour (США, Канада, Великобритания) - Август-октябрь 1982 — Combat Rock Tour (США) - Январь 1984 — Out of Control Tour (Великобритания) |